# Варшава (Росія)
Варша́ва (рос. Варшава) — селище у складі Зміїногорського району Алтайського краю, Росія. Входить до складу Кузьминської сільської ради.

## Населення
Населення — 39 осіб (2010; 96 у 2002).
Національний склад (станом на 2002 рік):
- росіяни — 98 %